# Centro penitenciario de Asturias
El Centro Penitenciario de Asturias es el único centro penitenciario existente en el Principado de Asturias, España; abierto en 1993 en el concejo de Llanera. Recibió hasta 2017 el nombre de Villabona al estar esta localidad cercana al centro, si bien la más próxima es Tabladiello.

## Historia y descripción
Fue inaugurado formalmente el 19 de febrero de 1993 sustituyendo a la antigua Cárcel de Oviedo (1905) y a la Cárcel de El Coto de Gijón (1909). Costó 2300 millones de pesetas y fue, en su momento, la cárcel más moderna y segura de España. Fue diseñada para albergar 950 presos, número prácticamente duplicado aún en la actualidad.
El centro se divide en un sistema de 12 módulos, cada uno con un perfil diferente de presidiario. Se construyeron dos kilómetros de carretera para poder acceder al centro, ubicado en una colina. En las proximidades del centro penitenciario se edificó un apeadero de la línea C1 de Renfe Cercanías con el nombre de Villabona-Tabladiello, para dar servicio al edificio, debido a la lejanía de la estación de Villabona de Asturias.[cita requerida]
Dentro del centro se halla la Unidad Terapéutica y Educativa; encargada de supervisar la correcta educación de los presidiarios de cara a su reinserción. Apareció en 1992 en la cárcel de Oviedo. Fue visitado el 28 de abril de 2009 por la infanta Cristina de Borbón para examinar el programa de incorporación de reclusos.
En 2016 se contabilizaron a 1312 reclusos.